# Tuakole
Tuakole is een bestuurslaag in het regentschap Timor Tengah Selatan van de provincie Oost-Nusa Tenggara, Indonesië. Tuakole telt 849 inwoners (volkstelling 2010).